# Wells (Vermont)
Wells es un pueblo ubicado en el condado de Rutland en el estado estadounidense de Vermont. En el año 2010 tenía una población de 1,150 habitantes y una densidad poblacional de 19 personas por km².

## Geografía
Wells se encuentra ubicado en las coordenadas 43°26′1″N 73°11′45″O / 43.43361, -73.19583.

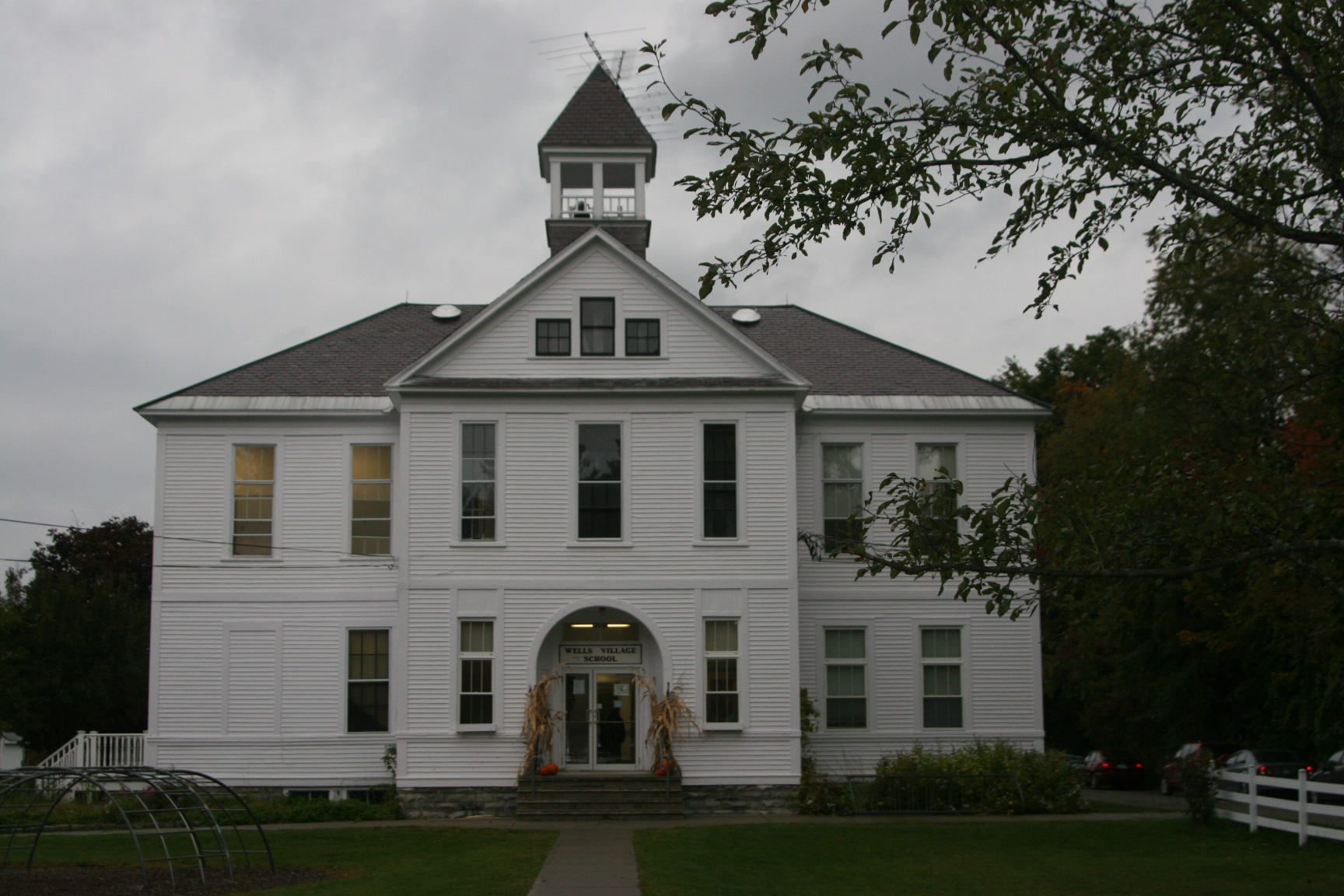
Escuela Wells Village.

## Demografía
Según la Oficina del Censo en 2000 los ingresos medios por hogar en la localidad eran de $32,361 y los ingresos medios por familia eran $41,023. Los hombres tenían unos ingresos medios de $30,921 frente a los $21,842 para las mujeres. La renta per cápita para la localidad era de $16,280. Alrededor del 11.8% de la población estaban por debajo del umbral de pobreza.